# أديل سيلفا
أديل سيلڤا (بالإنجليزية: Adele Silva)‏ هي ممثلة بريطانية، ولدت في 19 نوفمبر 1980 في المملكة المتحدة.

## وصلات خارجية
- أديل سيلفا على موقع IMDb (الإنجليزية)
- أديل سيلفا على موقع قاعدة بيانات الفيلم (الإنجليزية)